# Warrington
|  | Aquest article tracta sobre la ciutat anglesa. Vegeu-ne altres significats a «Warrington (desambiguació)». |

Warrington  és una ciutat d'Anglaterra a Cheshire. Està situada a la riba del Riu Mersey a 32 km a l'est de Liverpool i a 32 km a l'oest de Manchester. L'any 2016 tenia 208.800 habitants, Warrington és la ciutat més gran del Cheshire.
Warrington va ser fundada pels Romans i un nou assentament pels saxons. Warrington va ser una market town.
Històricament pertanyia al comtat de Lancashire. Al segle xvii el riu Mersey esdevingué navegable i al segle xix hi arribà el ferrocarril.

## Clima
Warrington té un clima temperat marítim. La seva temperatura mitjana anual és de 9,4 °C. Gener té 3,9 °C i juliol 16 °C. La pluviometria mitjana és de 867 litres.

## Ciutats agermanades
- Hilden, Alemanya
- Nachod, Txèquia.[3]

Les seves poblacions de Lymm i Culcheth estan agermaqnades amb Meung-sur-Loire, França i Saint-Leu-la-Foret, França respectivament.